# جليلة السلمان
جليلة محمد رضا السلمان (مواليد 1965) هي معلمة بحرينية ونائبة رئيس جمعية المعلمين. نظرا لدورها في احتجاجات عام 2011 تم إلقاء القبض عليها لمدة 149 يوما وتعرضت للتعذيب وحكم عليها بالسجن لمدة 3 سنوات. في 21 سبتمبر 2012 تم تخفيض الحكم الصادر ضدها إلى السجن لمدة ستة أشهر من قبل محكمة الاستئناف.

## السيرة
عملت جليلة السلمان كمعلمة لمدة 25 عاما. وفقا لمنظمة حقوق الإنسان أولا فإن السلمان عملت على إصلاح نظام التعليم في البحرين ونتيجة لذلك تواجه تهديدات عديدة وتخطوها في منح الترقية. عندما سجنت كانت في منصب نائب رئيس جمعية المعلمين.

## دورها في احتجاجات 2011
في فبراير 2011 بدأت على نطاق واسع الاحتجاجات المؤيدة للديمقراطية في البحرين كجزء من الربيع العربي. نشطت السلمان في تنظيم إضرابات المعلمين في شهري فبراير ومارس. في 20 فبراير دعت جمعية المعلمين إلى إضراب لمدة ثلاثة أيام للمطالبة بإصلاحات في النظام التعليمي في البحرين والاحتجاج على قتل وقمع المتظاهرين الذين يتكونون معظمهم من طلاب المدارس. شارك أكثر من خمسة آلاف معلم في الاضراب. عندما فرضت الأحكام العرفية في 16 مارس دعت جمعية المعلمين لإضراب آخر يستمر لمدة عشرة أيام. في 16 أكتوبر شاركت السلمان في ندوة نظمتها جمعية الوفاق الوطني الإسلامية الشيعية المعارضة وطلبت من المعلمين رفع صوتهم والحديث عن انتهاكاتهم مثل الأطباء.

### القبض عليها
في 29 مارس داهم عشرات ضباط الأمن المقنعين والمسلحين بالرشاشات والهراوات منزل السلمان بعد منتصف الليل واعتقلتها أمام عائلتها بما في ذلك أطفالها الثلاثة في حين أنها كانت ترتدي لباس النوم. قال السلمان: «لقد سحبوني من رقبتي ووجهوا الأسلحة صوب رأسي وطلبوا مني ألا أخاف لأنهم من الشرطة». وفقا لعائلتها تعرضت السلمان للتعذيب أثناء وجودها في السجن. ذكرت أنها تعرضت للإساءة اللفظية والجسدية من قبل قوات الأمن الذين اعتقلوها.
وفقا للسلمان ففي الأسبوع الأول اقتيدت إلى مديرية التحقيقات الجنائية في العدلية حيث احتجزت في الحبس الانفرادي لمدة 10 أيام وأجبرت على الوقوف لفترات طويلة والتحقيق معها في ظروف قاسية وأجبرت على التوقيع على أوراق لم يسمح لها بقرائتها. هددوها أيضا بالاعتداء الجنسي. نقلت بعدها السلمان إلى سجن القرين العسكري حيث بقيت لمدة شهرين. بعد ذلك انتقلت إلى مركز احتجاز مدينة عيسى النسائي وعندها علمت عائلتها بموقعها. سمح لها بمقابلة عائلتها لمرات قليلة وتحت مراقبة صارمة للغاية.

### المحاكمة
أول جلسة للسلمان كانت في محكمة عسكرية خاصة في 6 يونيو. سمح لها برؤية محام لمدة خمس دقائق قبل جلسة الاستماع. السلمان جنبا إلى جنب مع رئيس جمعية المعلمين مهدي أبو ديب أقرا بأنهما غير مذنبان في تحريض الآخرين على ارتكاب الجرائم والدعوة إلى كراهية النظام الحاكم والإطاحة به وتوزيع الكتيبات ونشر القصص والمعلومات الملفقة وترك العمل عن قصد وتشجيع الآخرين على القيام بذلك والمشاركة في تجمعات غير قانونية. ومع ذلك قال القاضي أن التصريحات والتحقيقات والمعلومات التقنية لا تكفي لإلقاء اللوم عليهما. تم تأجيل القضية إلى 15 يونيو. عقدت جلستي استماع أخرى في 22 و29 يونيو.
في اليوم التالي أمرت وزارة التنمية الاجتماعية بحل جمعية المعلمين لإصدار بيانات وخطب التحريض للمعلمين والطلاب والدعوة إلى إضراب في المدارس وتعطيل المؤسسات التعليمية بالإضافة إلى التلاعب بطلاب المدارس.
بعد إضراب عن الطعام لمدة ثلاثة أسابيع مع سجينة أخرى احتجاجا على اعتقالهم وسوء المعاملة في السجن أطلق سراحهم بكفالة في 21 أغسطس وذلك بعد الزيارة التي قام بها عدد من المحققين من اللجنة البحرينية المستقلة لتقصي الحقائق.
تم تأجيل محاكمة السلمان من قبل المحكمة العسكرية من 29 أغسطس إلى 25 سبتمبر وأدينت السلمان مع أبو ديب بتهمة وقف العملية التعليمية وتعزيز كراهية النظام ونشر المعلومات الملفقة. شهدت مباحث جهاز الأمن الوطني أن كلا من السلمان وأبو ديب قد أصدرا بيانات أدت إلى مشاكل داخل قطاع التعليم بأكمله في البحرين.
حكم على السلمان بالسجن 3 سنوات. حكم على أبو ديب بالسجن عشر سنوات. عقدت جلسة الاستئناف في محكمة مدنية في 12 ديسمبر. تم تأجيلها إلى 19 فبراير 2012 ثم تأجلت مرة أخرى حتى 2 أبريل وبعد ذلك مرة أخرى إلى 2 مايو.

### القبض عليها للمرة الثانية
في 18 أكتوبر اعتقلت السلمان مرة أخرى في غارة قبل الفجر. وصولت سبع سيارات واعتقلها أكثر من ثلاثين رجل أمن. على الرغم من أنهم ذكروا بأنهم حضروا من أجل تنفيذ أمر من المحكمة إلا أنهم رفضوا عرض مذكرة اعتقال. أدانت منظمة العفو الدولية ظروف الاعتقال الثاني بأنه محاولة ترهيب وجددت المخاوف بشأن سلامتها في الحجز. في 1 نوفمبر أطلق سراحها بكفالة.

### ردود الفعل
لفتت إدانة السلمان وأبو ديب احتجاج المنظمات المحلية والدولية لحقوق الإنسان. احتجت منظمة العفو الدولية على الأحكام واعتبرت السلمان وأبو ديب سجناء رأي وأنهما تم استهدافهم فقط لقيادتهما جمعية المعلمين وممارستهم السلمية لحقهم في حرية التعبير ودعت محاكماتهما بغير العادلة ودعت إلى إطلاق سراحهما فورا. قال مالكوم سمارت من منظمة العفو الدولية عن الاعتقال الثاني للسلمان: "لم تكن تشكل خطرا في المرحلة الحالية ولكنها استمرت في التحدث عن تجربتها الخاصة في الاعتقال ومحنة الآخرين مما يجعلنا نستنتج بأنه سبب الاعتقال الثاني هذا الصباح. هيومن رايتس ووتش اعتبرت حالة السلمان من بين انتهاكات الحكومة البحرينية لحرية تكوين الجمعيات. نددت منظمة التعليم الدولي بحل جمعية المعلمين ومحاكمة قياداته في محكمة عسكرية داعية الحكومة إلى احترام الحقوق النقابية البشرية وحريات المعلمين الأساسية. بعد إضراب السلمان عن الطعام أعربت منظمة فرونت لاين ديفندرز عن قلقها البالغ لصحتها ودعت الحكومة للإفراج عنها بكفالة. دعا كونغرس اتحاد النقابات الإفراج عن السلمان وأبو ديب الفوري ومحاسبة المسؤولين عن اعتقالهم والاعتداء عليهم. أصدرت نقابة المعلمين البريطانيين أيضا بيانا لدعم أبو ديب والسلمان ويدين التعامل معهما باعتبارهما وحشية وغير إنسانية.
أصدر مركز البحرين لحقوق الإنسان ومركز الخليج لحقوق الإنسان بيانا مشتركا حول قلقهما العميق من قبل الأحكام المسيسة مشيرا أيضا إلى أن محاكمة المدنيين أمام محكمة عسكرية تشكل انتهاكا للقانون البحريني. نددت جمعية الوفاق المعارضة باعتقال السلمان فجرا وطالبت بالإفراج الفوري عنها.

### الاستئناف
في 21 سبتمبر 2012 تم تخفيض الحكم الصادر ضدها من قبل محكمة الاستئناف إلى السجن لمدة ستة أشهر.